# Panzerfaust

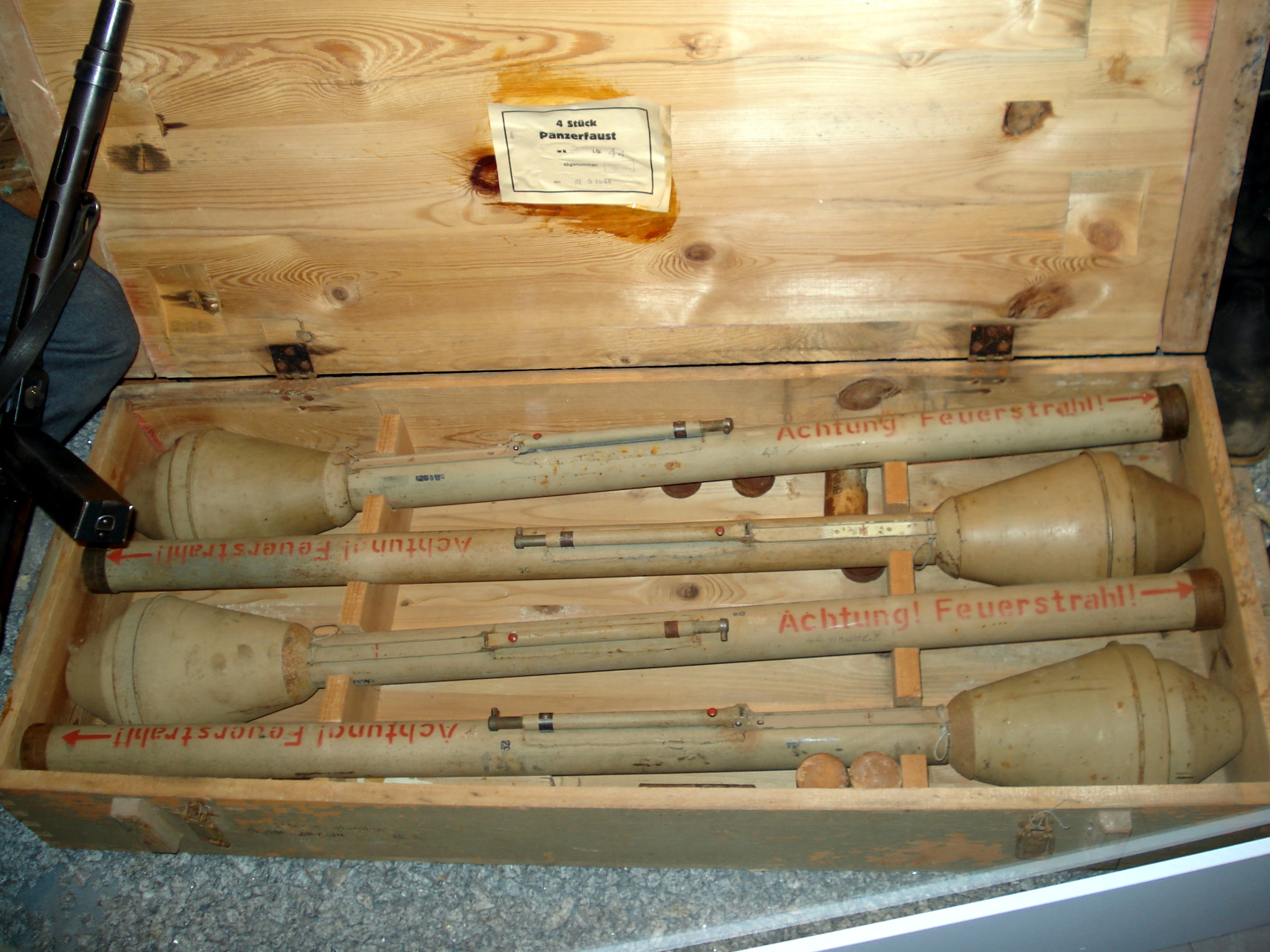
Fyra stycken Panzerfaust 30 i trälåda

Panzerfaust (svenska "Pansarnäve"), plural Panzerfäuste, var ett pansarskott som verkade enligt principen riktad sprängverkan och utvecklades i Nazityskland under andra världskriget. Det var det första pansarskottet och har gett namn till vapentypen i tyska språket. Typen kom även att bli piratkopierad i Sverige under namnet Pansarskott m/45 och m/46.

## Allmänt
Panzerfaust var ett lättillverkat, enkelt, rekylfritt och bärbart pansarvärnsvapen som kunde skjutas av en man och som verkade enligt RSV-principen (Riktad SprängVerkan). De första Panzerfaust tillfördes tyska fältförband under andra hälften av 1943 och tillfördes efterhand i allt större mängder. Impulsen att utveckla vapnet kom främst från det allt mer ökande hotet från Röda Arméns pansarförband på östfronten. Vapnet gav det tyska infanteriet avsevärt förbättrad eldkraft mot fientliga pansarfordon. Tidigare hade man tvingats förlita sig på buntladdningar, minor eller pansarvärnsgevär.
Till skillnad från raketgevären, till exempel tyska Panzerschreck och den amerikanska bazooka som uppfanns något tidigare, var Panzerfaust ett engångsvapen, det vill säga att man kunde bara skjuta med den en gång.
Panzerfaust var mest effektivt som "bakhållsvapen", till exempel i bebyggelse eller i skogsterräng. RSV-laddningen kunde tränga igenom pansaret på praktiskt taget alla modeller av sovjetiska och allierade stridsfordon, inklusive de tungt bepansrade sovjetiska JS-2 stridsvagnarna och SU stormkanonvagnarna. Panzerfaust kunde också användas mot fientliga befästningar, värn och byggnader (även om det inte i första hand var avsett för detta ändamål). 
Sovjetiska stridsvagnar av typen T-34 hade speciella skyddsplåtar på tornet som skydd mot Panzerfaust och Panzerschreck. Fotografier från 1945 finns som visar detta.
Panzerfaust, liksom Panzerschreck, exporterades till Finland 1944 och finska armén använde vapnet under sommaren 1944 mot Röda Armén. 28 500 Panzerfaust exporterades till finska armén. Även tyskarnas allierade Rumänien gavs Panzerfaust för att bättra på den rumänska arméns pansarvärnsförmåga mot Röda Armén.
Panzerfaust var enkel att använda och mycket kostnadseffektiv och var därför ett mycket lämpligt vapen för den tyska armén under de defensiva striderna 1943–1945. Under kriget tillverkades drygt 1,5 miljoner Panzerfaust Klein, och inte mindre än 6,7 miljoner Panzerfaust 30, 60, 100 samt 150. Större delen av dessa tillfördes trupperna på slagfältet. I mars 1945 innehade de tyska markstridsförbanden sammanlagt över 3 miljoner Panzerfaust.
På vapnet fanns enkla instruktioner hur man skulle handha och skjuta med vapnet. En röd varningstext med orden Achtung! Feuerstrahl! (Varning! Eldstråle!) fanns målat på vapnet (se bild). Trots detta uppstod relativt ofta olyckor då soldater med bristfällig utbildning använde vapnet.
Vapnet influerade liknande vapen som togs fram efter andra världskriget, bland annat den sovjetiska typen RPG. Svenska armén tog fram ett vapen som var mycket snarlikt Panzerfaust under benämningen Pansarskott m/46. Den moderna tyska försvarsmakten (Bundeswehr) använder Panzerfaust 3, en vidareutveckling av andra världskrigets original.

## Varianter
De första Panzerfaust-varianten gick under benämningen Panzerfaust Klein (klein=liten). De första Panzerfaust Klein levererades i augusti 1943. Panzerfaust Klein tillverkades ända fram till 1945 trots att kraftigare varianter snart togs fram. 
Nästa modell hette Panzerfaust 30 (30 meters räckvidd) och hade en avsevärt större RSV-laddning än Panzerfaust Klein. Panzerfaust 30 levererades i större skala till Wehrmacht i september 1943 och var i produktion fram till augusti 1944 då den ersattes av Panzerfaust 60. 
Sommaren 1944 togs nästa modell fram, Panzerfaust 60. Den största skillnaden gentemot Panzerfaust 30 bestod av att räckvidden hade ökat till 60 meter. 
I november 1944 utökades räckvidden till 100 meter (Panzerfaust 100). 
Mot slutet av kriget togs Panzerfaust 150 fram, men endast ett fåtal kom ut på stridande förband. Panzerfaust 150 gick att ladda om upp till tio gånger. 
Planer fanns att utveckla Panzerfaust 250 men den kom ej i produktion innan krigsslutet..
| Beteckning               | Vikt       | Vikt (driv- laddning) | Ø strids- spets | Utgångshastighet Vmax | Räckvidd | Penetrerings- förmåga |
| ------------------------ | ---------- | --------------------- | --------------- | --------------------- | -------- | --------------------- |
| Panzerfaust 30 m (klein) | 2,7-3,2 kg | 70 g                  | 100 mm          | 28 m/s                | 30 m     | 140 mm                |
| Panzerfaust 30 m         | 6,9 kg     | 95-100 g              | 149 mm          | 30 m/s                | 30 m     | 200 mm                |
| Panzerfaust 60 m         | 8,5 kg     | 120-134 g             | 149 mm          | 45 m/s                | 60 m     | 200 mm                |
| Panzerfaust 100 m        | 9,4 kg     | 190-200 g             | 149 mm          | 60 m/s                | 100 m    | 200 mm                |
| Panzerfaust 150 m        | 6,5 kg     | 190-200 g             | 106 mm          | 85 m/s                | 150 m    | 280-320 mm            |

## Övrigt

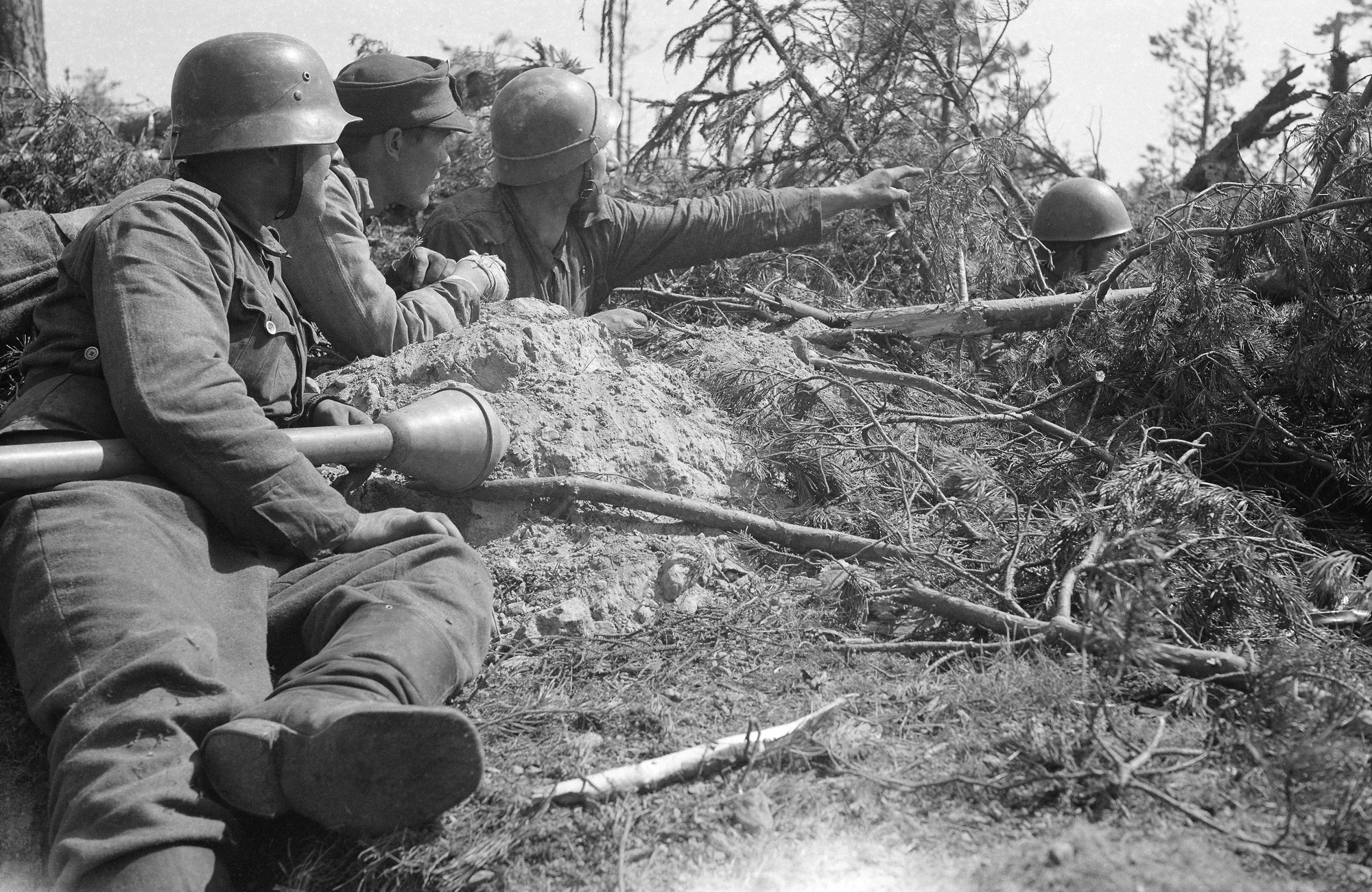
Finska soldater med Panzerfaust 60

Under den senare delen av kriget utrustades även flera av Tysklands allierade med Panzerfaust.